# Attaque de missiles du 3 septembre 2024 de Poltava
Le 3 septembre 2024, deux missiles russes ont frappé une branche de l'Institut militaire des télécommunications et des technologies de l'information et un hôpital à Poltava, qui se trouve à 304 km au sud-est de Kyïv en Ukraine, tuant au moins 49 personnes et en blessant au moins 206. Selon le Président Volodymyr Zelensky, un bâtiment de l'institut militaire a été « partiellement détruit ».

## Attaque
Les attaques ont touché un établissement d'enseignement et un établissement médical voisin et ont partiellement détruit le bâtiment de l'Institut militaire des communications. Les secours ont dégagé 25 personnes, dont 11 qui étaient coincées sous les décombres des bâtiments détruits. Le ministère ukrainien de la Défense a déclaré que l'intervalle entre l'activation des sirènes de raid aérien et l'arrivée des missiles était trop court pour permettre aux personnes d'atteindre en toute sécurité les abris antibombes.